# 446 Aeternitas
A 446 Aeternitas (ideiglenes jelöléssel 1899 ER) a Naprendszer kisbolygóövében található aszteroida. Maximilian Franz Joseph Cornelius Wolf és Friedrich Karl Arnold Schwassmann fedezte fel 1899. október 27-én.